# Pietro Alighieri

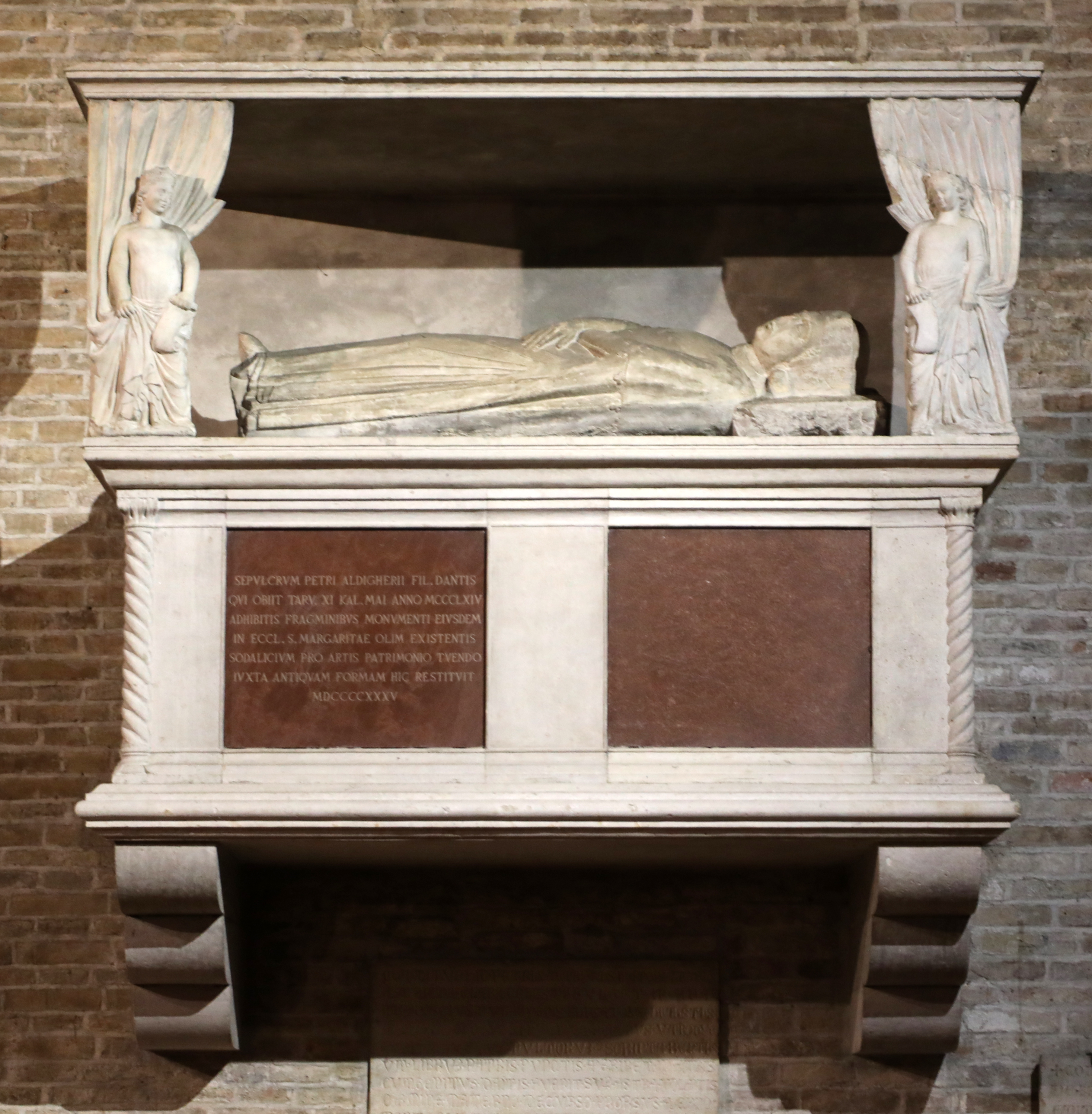
Tomba di Pietro Alighieri in San Francesco, Treviso

Pietro Alighieri (Firenze, 1300 – Treviso, 21 aprile 1364) è stato un magistrato e critico letterario italiano, noto per essere stato figlio di Dante Alighieri e di Gemma Donati.

## Biografia

### In esilio col padre
Figlio primogenito o secondogenito di Dante, nel 1315 fu esiliato con il padre (ovviamente già bandito da Firenze) e il fratello Jacopo al compimento della maggiore età. I due fratelli seguirono il padre, dunque, nel suo peregrinare, prima a Verona, dove il genitore era protetto dal signore della città, Cangrande I della Scala, e poi a Ravenna, città dove Dante trovò protezione nel signore della città Guido Novello da Polenta e dove Pietro aveva ottenuto alcuni benefici ecclesiastici.

### La vita successiva
Nel 1322, l'anno dopo la morte del padre, poté rientrare a Firenze, dove trovò la situazione economica della famiglia dissestata. Per questo nel 1323 volle studiare diritto a Bologna (finanziato da Cangrande della Scala), dove si addottorò e dove conobbe il Petrarca che gli fu amico. Non avendo usufruito dell'amnistia per coloro che si erano macchiati di reati politici (al contrario del fratello Jacopo), Pietro decise, nel 1331, di non tornare più a Firenze e di stabilirsi definitivamente a Verona, in Palazzo Bevilacqua, da dove assistette alla rottura delle relazioni con suo zio, Francesco di Alighiero II, in seguito a rivalità testamentarie, e dove dal 1332 al 1347 è ricordato prima come delegato del Podestà di Verona; poi come giudice. Intorno al 1335 sposò Iacopa di Dolcetto de Salerni che gli diede tre figlie, Alighiera, Gemma e Lucia, che presero i voti come monache benedettine a S. Michele in Campagna; e un figlio, Dante, nato verso il 1349. Ebbe un quinto figlio illegittimo, Bernardo. Sempre durante il periodo veronese, Pietro acquistò anche delle proprietà terriere intorno a Verona, come a Gargagnago nella Valpolicella, residenza della famiglia Alighieri nei secoli seguenti. Fu anche a Vicenza, col rango di vicario del podestà Bernardo Canaccio degli Scannabecchi che era stato autore dell'epitaffio Iura Monarchiae della tomba di Dante.

### Il testamento e la morte
Pietro, ormai anziano, passò poi a Treviso, dove stipulò il suo testamento il 21 febbraio 1364, il cui contenuto è approssimativamente il seguente:
(Dante e il suo secolo, p. 72)
Il figlio di Dante morì esattamente due mesi dopo nella stessa città, ovvero il 21 aprile 1364. Era andato nella Marca, secondo alcuni, «per salvare i suoi depositi dal fallimento degli Agolanti, banchieri fiorentini». Celebrato il funerale il 29 aprile, Pietro Alighieri «fu sepolto nel chiostro del convento di S. Margherita», ove gli fu eretto un monumento ad opera di Zilberto Santi di Venezia, del quale non rimaneva più traccia nel momento in cui fu pubblicato il libro Dante e il suo secolo, ovvero il 1865. Successivamente le varie parti della tomba furono ritrovate e nel 1935 le spoglie di Pietro furono traslate nella chiesa di San Francesco a Treviso, dove tuttora riposano.

### Anniversari
Nel seicentenario della morte Pietro Alighieri viene inserito da Alberto Viviani tra i protagonisti della rubrica I centenari dell' Almanacco Italiano 1964 dell'editore Bemporad, l'annuario dell'editore fiorentino che, dal 1920 al 1943, era stato affiancato anche dall' Almanacco della Donna Italiana. «Seicento anni e niente altro, dunque: perché il Tempo dimostra sempre di più come i grandi Padri sieno dei veri e proprii guastamestieri per la golosità di fama dei figlioli». A conferma di ciò, ricorrendo l'anno successivo il settecentenario della nascita di Dante Alighieri, l'Almanacco Italiano 1965 è in gran parte dedicato al grande Poeta nazionale attraverso la pubblicazione di numerosi articoli encomiastici.

## Opere

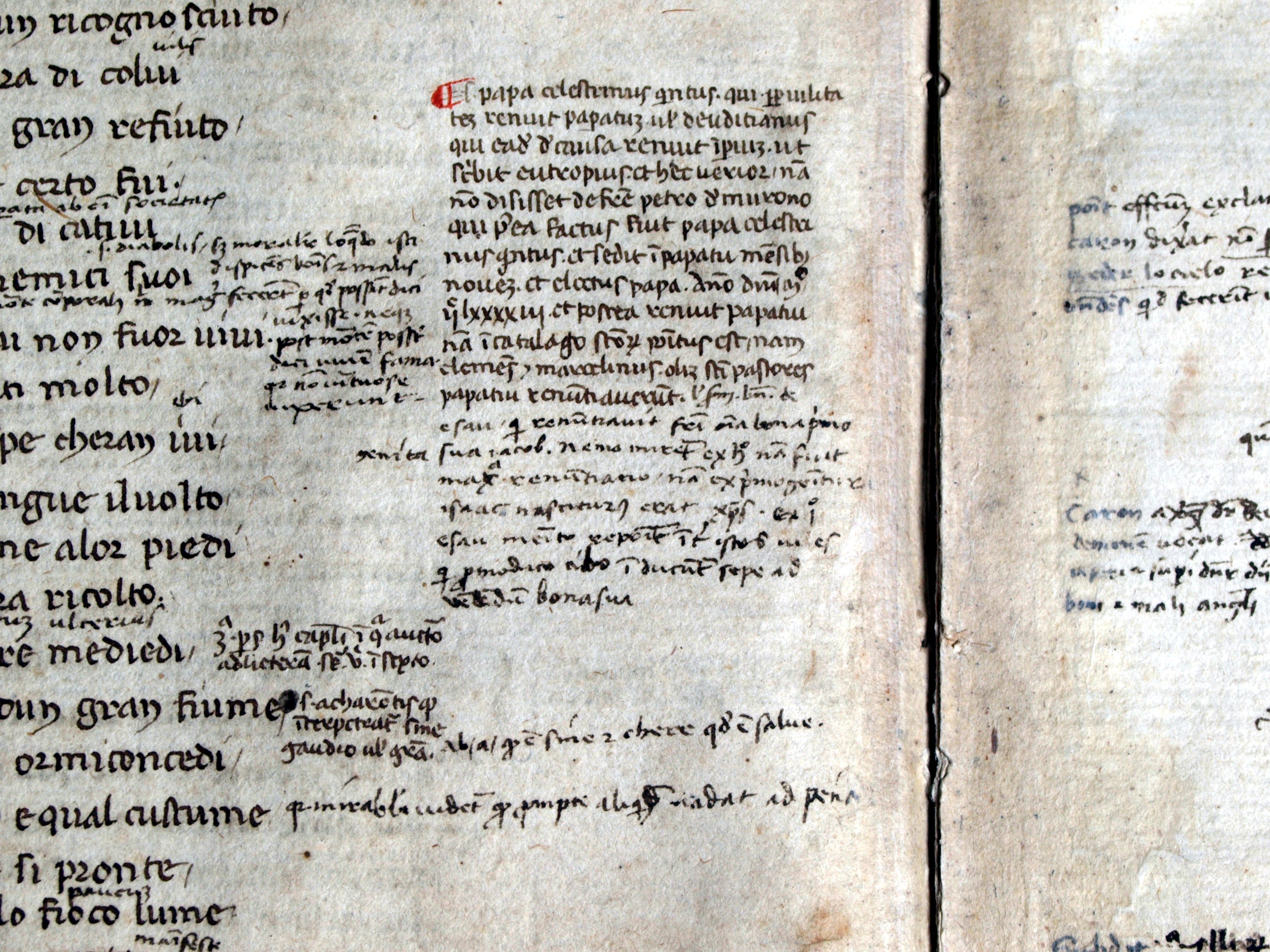
Glossa di Pietro Alighieri su un manoscritto della Commedia conservato nella Biblioteca di Montecassino. Nella nota si parla del papa Celestino V.

### Tra poesia ed esegesi
La produzione di Pietro Alighieri, oltre al canzoniere di rime e canzoni da lui composte, ruota principalmente intorno all'attività esegetica della produzione letteraria paterna. Si può quindi suddividere la produzione del figlio di Dante in due filoni:
- Quello esegetico, rappresentato dal Petri Aligherii super Dantis ipsius genitoris Comoediam commentarium, redatto dopo il 1347 e conservato in venti codici[4]. Nel suo commento Pietro illustrò i punti oscuri, i significati allegorici e filosofici e poetici della Commedia, spiegando che Dante volle gareggiare con gli antichi, e imitandoli ebbe la dignità di poeta classico. In sostanza, secondo Francesco Mazzoni: «il Comentarium è il più importante che l'antica esegesi dantesca abbia saputo dedicare alla Commedia»[4].
- Quello poetico, in cui Pietro si muove nella linea dello stilnovismo dantesco producendo varie rime e canzoni[4]. Il corpus poetico è costituito anche da canzoni di carattere dottrinale e politico: in una, si tenta di difendere il padre dall'accusa di eterodossia[1]; in un'altra, si auspica la concordia tra papa Giovanni XXII e Lodovico il Bavaro; in un'altra, si prega Dio di concedere pace all'Italia[4], seguendo così il filone "politico" del Dante del De Monarchia e dei "canti sesti" della Commedia, oltreché di alcune delle sue Epistole.